# Caroline Loeb
Pour les articles homonymes, voir Loeb.
Caroline Loeb, née le 5 octobre 1955 à Neuilly-sur-Seine, est une actrice, animatrice de radio, chanteuse, metteuse en scène, auteure et parolière française.
Elle est notamment connue comme étant l’interprète du tube des années 1980 C'est la ouate, composé par Philippe Chany, dont elle a écrit les paroles avec Pierre Grillet.

## Biographie

### Famille et début de carrière
Née en 1955, elle est la fille de Cécile Odartchenko, écrivain et éditrice, et du galeriste Albert Loeb, et petite-fille du galeriste Pierre Loeb et de Georges Odartchenko, peintre et poète. Elle passe une partie de son enfance à New York, aux États-Unis.
Son frère cadet Martin est acteur, et son frère Frédéric Loeb est éditeur et galeriste également. Après un passage à l'université de Vincennes, elle suit le Cours Florent puis obtient quelques rôles au théâtre et au cinéma, après avoir fait de la figuration dans La Maman et la Putain de Jean Eustache, dès le début des années 1970. Encore mineure, elle va régulièrement au Sept avec le styliste Stephan Janson et y rencontre Thadée Klossowski son premier amour. Grâce à Loulou de la Falaise, elle obtient un petit job chez Kenzo.

### 1983-1993: chanson, stylisme
En 1983, Caroline Loeb sort son premier album, Piranana (Ze Records) dont elle écrit les paroles. Le disque est réalisé à New York, avec une pochette de Jean-Baptiste Mondino, dont elle est styliste pour des pochettes de disques. 
En 1986, elle acquiert une subite notoriété avec C'est la ouate, qui précède son deuxième album Loeb CD. La chanson devient un tube en France et dans plusieurs pays (Italie, Allemagne, Argentine…). Elle est même citée par François Mitterrand, président de la République, lors d'une interview accordée à Yves Mourousi.

### 1993-2008: mise en scène, écriture, cinéma
Dès 1993, Caroline Loeb se découvre une passion pour la mise en scène, notamment des spectacles musicaux avec Michel Hermon, comme Michel Hermon chante Piaf aux Bouffes du Nord. En 1999, elle crée à Avignon Shirley avec Judith Magre, d'après les carnets de Shirley Goldfarb, textes réunis par Gregory Masurovsky, qui vaut à la comédienne son deuxième Molière en 2000. De 2001 à 2006, elle met en scène le groupe de rock français Weepers Circus.
Elle publie son premier roman chez Flammarion Has been fin 2006, quelques années après la parution de ses chroniques radios éditées au Point Virgule/le Seuil Bon chic chroniques.
En février 2007, Caroline Loeb met en scène et joue Les Monologues du vagin au Théâtre Michel à Paris puis se rend au Festival d'Avignon 2007 où elle crée  L'Oiseau rare, un spectacle musical, hommage à la comédie musicale avec Edwige Bourdy accompagnée par Benoit Urbain au piano.
Elle collabore avec Alain Chamfort à la création de Chansons en trompe-l'œil qu'ils créent à Haubourdin en novembre 2007. À l'automne 2008, elle présente le nouveau spectacle des Bons Becs Voyage de notes au Sudden théâtre.
Côté cinéma, elle tourne en 2008 sous la direction de René Feret aux côtés de Salomé et Jean-François Stévenin et dans Rien dans les poches de Marion Vernoux aux côtés d'Emma de Caunes, Alain Chabat et Élie Semoun. Ce dernier film réalisé pour Canal+ est projeté en avant-première le 8 décembre 2008 à l'occasion de la réouverture de la salle du Palace.
Caroline Loeb se lance dans la réalisation cinématographique avec le court-métrage Vous désirez ?, réalisé pour inaugurer la collection X-plicit films produite par Sophie Bramly. Le film est présenté à la Mostra de Venise en septembre avec ceux de Laetitia Masson et Lola Doillon. Les films sont diffusés sur Canal + le 25 octobre 2008.

### 2007-2015: troisième album, spectacle musical, chanson, animatrice de télévision, auteure
En 2007, Caroline Loeb enregistre son troisième album, Crime parfait, distribué d'abord sur Internet, pour l'écriture duquel elle a collaboré avec Élisa Point, Chet, Jérôme Rebotier, Bertrand Belin et le groupe Weepers Circus.
En 2008, elle effectue son retour sur scène dans le spectacle musical Mistinguett, Madonna & Moi, qu'elle a mis au point avec Nicolas Vallée, accompagnée à l'accordéon par Patrick Brugalières au Festival d'Avignon. Elle y évoque les icônes qu'elle admire depuis toujours : Arletty, Mae West, Tallulah Bankhead, Zizi Jeanmaire… et chante quelques-uns de ses nouveaux titres, entremêlés de versions surprenantes issues des répertoires de Serge Gainsbourg, Juliette, Joséphine Baker, Fred Astaire, Madonna, etc. Sur scène, elle propose une version étonnante de Like a Virgin de Madonna ainsi qu'une reprise déjantée de C'est la ouate[source secondaire souhaitée].
Le 5 janvier 2009, le disque Crime parfait est disponible. Le clip du single éponyme est réalisé par Philippe Gautier et produit par Unreel.
En 2009, elle chante un titre sur l'album À la récré (un livre-disque de chansons pour enfants du groupe Weepers Circus). En 2010 elle participe au livre-disque pour enfants d'Emma Daumas Les Larmes du crocodile aux côtés de Gérard Darmon, Alain Chamfort, Elodie Frégé et Marcel Amont. Elle écrit également la préface de l'album photo de Pierre Terrasson Le Top des années 80, ainsi que celle de l'album photo de Martial Lenoir Les Garçonnes.
Elle anime entre septembre 2011 et juin 2015 l'émission Melody 80 sur Télé Melody aux côtés de Christophe Renaud.
Le film de Jacques Richard, L'Orpheline avec en plus un bras en moins d'après un scénario de Roland Topor, où elle joue aux côtés de Jean-Claude Dreyfus, Dominique Pinon et Melvil Poupaud sort sur les écrans en janvier 2012.
En 2012, elle chante aux côtés de Florence Pelly, Fabienne Guyon, Magali Bonfils et Sylvia Bergé dans Dites le avec des plumes, avec Jean-Luc Revol à Nevers.
Au printemps 2012, elle rejoint le spectacle musical RFM Party 80.
Elle signe également des textes aux côtés d'Yves Simon, Pierre Belfond et Sylvie Bourgeois pour Le 6e Continent, un livre écrit par les amoureux de Saint-Germain-des-Près.

### Depuis 2012: Stars 80, spectacles, mises en scène, chansons
À partir de 2012, elle intègre la troupe Stars 80 pour une tournée dans diverses salles de France, dont le Grand Stade de Lille en juin 2013.
Au Festival d'Avignon 2013, elle crée son spectacle George Sand et moi !, coécrit avec Tom Dingler, avec des chansons écrites avec et par Pascal Mary, Thierry Illouz, Wladimir Anselme, Fred Parker, Gérald Elliott et Michèle Bernard dans une mise en scène d'Alex Lutz, avec des costumes de Jean-Paul Gaultier. Après une réécriture et un nouveau titre George Sand, ma vie, son œuvre, le  spectacle se rejoue au Festival d'Avignon, puis à Paris au théâtre du Marais dès septembre 2015, avant de partir en tournée.
Elle met en scène Julien Fanthou et Gérald Elliott dans Le Goujon Folichon présenté au théâtre du Marais, puis Lemmy rencontre Sinatra et Django pour Lemmy Constantine créé également au théâtre du Marais.
En juin 2016, elle crée son nouveau spectacle tiré des interviews de Françoise Sagan, publiés chez Stock (Je ne renie rien), Françoise par Sagan mise en scène d'Alex Lutz avec la collaboration de Sophie Barjac, au Théâtre du Marais, puis au Festival d'Avignon. Le spectacle est nommé aux Molières 2018 dans la catégorie « seul en scène » et tourne dans toute la France ainsi qu'en Belgique, en Suisse, à Londres, puis à Marrakech, Hong Kong, Singapour, Tahiti.
Au Festival d'Avignon 2017, puis 2018, Caroline présente également ses deux dernières mises en scène : Caroline Montier dans Barbara amoureuse, ainsi que Big Bang avec les Bons Becs.
En février 2019, elle sort son album, Comme Sagan, réalisé par Jean-Louis Piérot, avec des chansons de Françoise Sagan, mais aussi des chansons originales écrites et/ou composées par Pascal Mary, Pierre Grillet, Thierry Illouz, Benjamin Siksou, Wladimir Anselme, Jean-Louis Piérot et elle-même, qui a rencontré un bel accueil critique.
En 2018, elle participe à la revue de Jean-Paul Gaultier, le Fashion Freak Show aux Folies Bergère, en meneuse de revue, puis crée Chiche! son spectacle musical mis en scène par Stephan Druet autour de l'album Comme Sagan.
En juin 2023, elle crée « Les Caroline » avec Caroline Montier et Vincent Gaillard, mis en scène par Flanann Obé. Le spectacle se joue à Paris et en tournée.

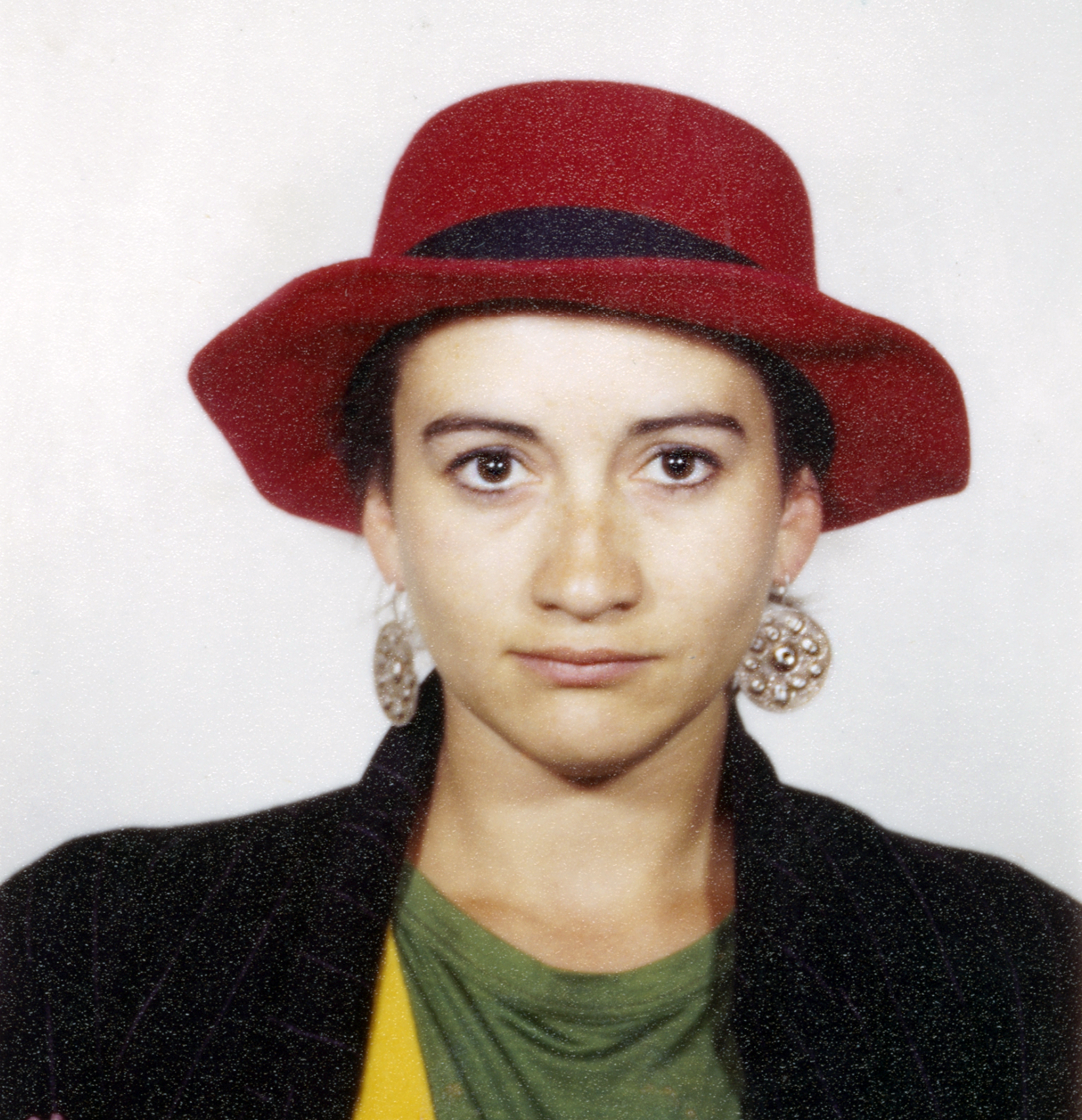
Caroline Loeb en 1985

### Vie personnelle
Elle a une fille, Louise.
Le 5 mars 2020, à l'occasion de la Journée internationale des femmes, elle participe à un défilé à Tunis organisé par l'Institut français intitulé Over fifty... et alors ? .  

## Filmographie

### Cinéma

#### Longs métrages
- 1973 : La Maman et la Putain de Jean Eustache (caméo) : une jeune fille qui lit le journal en terrasse de café
- 1974 : Mes petites amoureuses de Jean Eustache : la passante qui vient s'installer en terrasse de café
- 1978 : Sale rêveur de Jean-Marie Périer : la serveuse en pâtisserie
- 1978 : Flammes d'Adolfo Arrieta : Barbara
- 1979 : Lady Oscar de Jacques Demy
- 1980 : L'Ombre d'un jeu d'Uziel Peres : Liliane
- 1981 : Quartet de James Ivory : la modèle déguisée en nonne
- 1984 : La Nuit porte-jarretelles de Virginie Thévenet : Louise
- 1984 : Mode in France de William Klein (documentaire) : elle-même
- 1985 : Les Nanas d'Annick Lanoë : Adèle
- 1987 : Cœurs croisés de Stéphanie de Mareuil : Paulette
- 1991 : La Montre, la croix et la manière (The Favour, the Watch and the Very Big Fish) de Ben Lewin : la serveuse du café
- 2008 : Comme une étoile dans la nuit de René Féret : la mère de Marc
- 2011 : L'Orpheline avec en plus un bras en moins de Jacques Richard : Maggy
- 2012 : Stars 80 de Frédéric Forestier et Thomas Langmann : la caissière du kebab
- 2015 : Le Talent de mes amis d'Alex Lutz : la jurée de Amazing Star
- 2023 : Des mains en or d'Isabelle Mergault : Denise

#### Courts métrages
- 1982 : Jimmy jazz de Laurent Perrin
- 1983 : Le Bonheur est une idée neuve en Europe d’Emmanuel Bonn
- 2010 : Même l'avenir dure longtemps d’Emmanuel Bonn
- 2021 : Un instant de bonheur de Raffaël Enault

### Télévision
- 1989 : Femme de papier de Suzanne Schiffman : Julie
- 1990 : Moi, général de Gaulle de Denys Granier-Deferre : la prostituée
- 1995-1996 : Scènes de ménage, émission mensuelle de seconde partie de soirée sur TF1, animation avec Laurent Petitguillaume, sous la direction de Pascale Breugnot
- 1997 : L'Histoire du samedi, épisode Baby-sitter blues de Williams Crépin : Martha
- 2003 : Sami, le pion (série tv) de Serge Moati, épisode Rumeur : Madame Andrieux
- 2005 : Vénus et Apollon (série tv), saison 1, épisode 2 Soin Lacrymal de Pascal Lahmani : la cliente en fauteuil roulant
- 2008 : Rien dans les poches de Marion Vernoux : Joss
- 2010 : The Transistor Sessions (mini série tv) : elle-même
- 2011-2013 : Mélody 80, présentation aux côtés de Christophe Renaud, sur Télé Mélody
- 2013 : Le Bonheur sinon rien ! de Régis Musset : Virginie
- 2017 : Scènes de ménages (série tv) : Annick
- 2023 : La doc et le véto (série TV), épisode Plume noire : Marie-Claude Bazin
- 2024 : collection Meurtres à... : Meurtres à Château-Thierry de Delphine Lemoine : Gladys Menard

### Réalisation
- 2008 : Vous désirez ? court métrage pour la collection X femmes.

## Radio
Caroline Loeb a eu en 1995 son émission Radio Caroline sur RTL2. On a pu l'entendre aux côtés de Laurent Ruquier, Philippe Bouvard, et sur La City Radio. Sur Radio Nova, elle a fait régulièrement des chroniques culturelles.[Quand ?]

## Théâtre
- 1978 : Succès de Rafaël Lopez-Sanchez et Javier Arroyuelo, costumes Paloma Picasso (théâtre Chaptal)
- 1982 : Les Anges d'Élisabeth Janvier, mise en scène Jean-Louis Jacopin, Festival d'Avignon
- 1982 : Spaghetti bolognese de Tilly, mis en scène par Michel Hermon (théâtre Gérard-Philipe de Saint Denis)
- 1983 : Santa Claus is back in town de et avec Farid Chopel (au Palace)
- 1999 : C'est la Loeb écrit avec Isabelle Alonso et co-écrit avec Jean-François Champion
- 2007 : Les Monologues du vagin de Eve Ensler dans sa mise en scène au théâtre Michel
- 2008 : Mistinguett, Madonna et Moi mise en scène par Nicolas Vallée.
- 2013 : George Sand et moi ! mise en scène par Alex Lutz.
- 2014 : George Sand, ma vie, son œuvre, mise en scène par Alex Lutz.
- 2016 : Françoise par Sagan, mise en scène par Alex Lutz.
- 2019 : Fashion Freak Show de Jean-Paul Gaultier, mise en scène par Tonie Marshall.
- 2020 : Chiche!, mise en scène par Stephan Druet.
- 2023 : Les Caroline, mise en scène par Flannan Obé.

### Mise en scène
- 1993 : Michel Hermon chante Piaf de Michel Hermon (Théâtre des Bouffes-du-Nord)
- 1996 : Le Voyage d'hiver de Franz Schubert par Michel Hermon (Théâtre national de la Colline)
- 1997 : Dietrich Hotel de Michel Hermon (New York, Paris)
- 1998 : Thank you Satan - Un récital Léo Ferré de Michel Hermon (Théâtre des Abbesses)
- 1999 : Tango - Haydée Alba (Amphithéâtre de l'Opéra Bastille)
- 1999 : The Mac Kenzie Childs Sock Saga défilé de mode (New York Times, New York)
- 1999 : L'Ombre et la demoiselle de Weepers Circus (L'Iliade de Strasbourg)
- 1999 : Shirley avec Judith Magre (Festival d'Avignon)
- 2000-2001 : Shirley avec Judith Magre (Théâtre du Rond-Point), (Théâtre La Bruyère)
- 2001 : Lio chante Prévert avec Lio (Sentier des Halles), (Théâtre de Ménilmontant)
- 2002 : Loin de Paname avec Viktor Lazlo (Théâtre de Ménilmontant)
- 2002 : Noir c'est noir ! (Théâtre du Funambule)
- 2002 : Zoom concert des Lilicub (La Boule Noire)
- 2002 : Shirley avec Lucienne Troka (Petit Théâtre de l'Opéra Royal de Wallonie)
- 2003 : Les Orientales (Francofolies de La Rochelle, Théâtre Mogador)
- 2003 : Faites entrer des Weepers Circus (New Morning)
- 2004 : Charivari chants de la terre (Théâtre de la Vieille-Grille)
- 2005 : La Monstrueuse parade des Weepers Circus (La Maroquinerie)
- 2006 : Extase (Festival de Saint-Germain-des-Près)
- 2006 : Les Bijoux Sophie Balabanian chante Baudelaire (Théâtre Le Lucernaire)
- 2007  Les Monologues du vagin de Eve Ensler (Théâtre Michel)
- 2007 L'Oiseau rare (Festival d'Avignon, puis en 2008 à Paris (Théâtre Le Ranelagh)
- 2007 : Voyage de notes avec Les Bons Becs
- 2009 : New York, de Cole Porter à Lou Reed de Michel Hermon (Maison de la Musique de Nanterre)
- 2012 : Zik Bazaar avec Florent Héau et Bruno Desmoullières à Avignon
- 2013 : Le Goujon Folichon avec Julien Fanthou et Gérald Elliott
- 2015 : Lemmy rencontre Sinatra et Django avec Lemmy Constantine
- 2017 : Caroline Montier chante Barbara amoureuse  créé au Théâtre Essaïon
- 2017 : Les Bons Becs dans  Big Bang créé au Festival d'Avignon
- 2021 : Juliette Gréco, la femme Avec Caroline Montier au Théâtre Essaïon

## Discographie

### Singles
- 1983 : Malibu
- 1986 : C'est la ouate / And So What (no 1 Italie[11], no 3 Espagne, no 5 France[12], no 10 Allemagne[12], no 30 Autriche[12])
- 1987 : À quoi tu penses ? (no 27 Italie[11], no 67 Allemagne[13])
- 1987 : Amants Zaimants
- 1987 : Le Telefon
- 1987 : Mots croisés
- 1995 : J'te hais dans la peau
- 2009 : Crime parfait

### Participations
- 1993 : participe avec Don Cherry, Elli Medeiros, Steve Lacy & Lizzy Mercier Descloux à l'album Brion Gysin, Self-Portrait Jumping de Brion Gysin et Ramuntcho Matta[14].
- 1994 : deux titres sur l'album Songs de John Greaves (Label Acousti).
- 2002 : reprise de Petit Homme qui vivait d'espoir de Boby Lapointe sur l'album Boby Tutti-Frutti - L'Hommage délicieux à Boby Lapointe de Lilicub.
- 2009 : La sorcière désespère sur l'album À la récré du Weepers Circus.
- 2010 : Les Larmes du crocodile de et avec Emma Daumas aux côtés de Gérard Darmon, Alain Chamfort, Élodie Frégé et Marcel Amont.
- 2011 : Hélène aimait Alain (version 2011), en duo avec Jean-Luc Fonck du groupe Sttellla, figurant sur l'album Bestt Offf.
- 2020 : Quand te reverrai-je, pays merveilleux ? (en duo avec Patachtouille) - Les Bronzés font du ski (Maxi 45 tours - Label Panthéon)[15]

## Publications
- 1992 : Tallulah, darling et autres chansons, illustré par Lolo Miegemolle, Rouleau libre, Paris
- 1992 : Saint Valentin et Rintintin, illustré par Lolo Miegemolle, Recto Verso, Paris
- 1999 : Bon chic chroniques, Collection Points Virgule, Le Seuil, Paris  (ISBN 2020188988)
- 2002 : Shirley d'après les carnets de Shirley Goldfarb, Éditions Espaces 34,  (ISBN 2907293869)
- 2006 : Has been, Roman, Flammarion, Paris  (ISBN 9782080690609)
- 2012 : 6e Continent, Good Heidi, Suisse
- 2015 : George Sand, ma vie, son œuvre (texte du spectacle)
- 2015 : Mes années 80 de A à Z, Éditions Vents de Sables